# Hoàng tử Ếch hay là Heinrich Sắt
"Hoàng tử Ếch hay là Heinrich Sắt" (tiếng Đức: Der Froschkönig oder der eiserne Heinrich) là một tác phẩm đồng thoại do anh em Grimm san hành năm 1812.

## Lịch sử
Đoản thiên Hoàng tử Ếch hay là Heinrich Sắt được đánh số hiệu ATU 440 Ehemann trong hợp tuyển Truyện cho thiếu nhi và gia đình (Kinder- und Hausmärchen) mà anh em Grimm công bố tại Đức năm 1812. Truyện gồm hai tiểu phẩm, lấy chủ đề chàng hoàng tử bị phù phép quyết hỏi cưới một nàng công chúa tuyệt đẹp.
Theo khảo dị, bản nháp của tác giả Wilhelm Grimm mô tả kĩ lưỡng hơn ở cảnh đôi bên gặp nhau chỗ đài phun nước, thậm chí trong cảnh cuối con ếch đã tuyên bố: "Ta muốn ngủ với nàng" (Ich will bei dir schlafen). Theo Hans-Jörg Uther, tác giả đã dụng công nhấn mạnh cái bản chất hồn nhiên con trẻ của công chúa, vì ở ngữ cảnh, nàng mới chỉ ở tuổi thiếu nhi. Về sau, trong quá trình sửa thủ bản (ít nhất ba lần), Wilhelm Grimm đã bớt dần số câu thoại. Đồng thời, trong một số ấn bản, nhân vật hoàng tử có thể là ếch, cóc hoặc rắn.
Ngoài ra, cốt truyện được học giới cho là các tác gia đã dựa theo một số câu ca dao Đức trung đại. Tuy nhiên, thuyết này cho tới nay vẫn chưa được thống nhất rằng đúng hay không.

## Nội dung
- Công chúa út làm rớt quả bóng vàng xuống giếng, con ếch lấy giùm. Cả hai thực hiện một hôn ước.
- Nàng công chúa quên bẵng lời hứa hôn, ếch bèn mò vào tận hoàng cung bắt nàng thực thi cam kết.
- Đêm tân hôn, ếch trút bộ da xù xì để hiện hình là hoàng tử đẹp mã, bấy giờ công chúa mới bàng hoàng.
- Hoàng tử tiết lộ năm xưa bị mụ phù thủy độc ác hóa làm ếch, và lời nguyền hóa chỉ giải bằng nụ hôn.
- Sáng ra, lúc đày tớ Heinrich tới đón đôi uyên ương về lâu đài thì đai sắt trong tim bác nứt tung.

|  |  |  |  |  |  |  |

## Văn hóa
Theo quan điểm của nhà ngữ văn học Lutz Röhrich, truyện Hoàng tử Ếch hay là Heinrich Sắt có bản chất là quá trình trưởng thành thể chất của một đời người. Quả bóng vàng (die goldene Kugel) là thế giới nội tâm của trẻ thơ, hình ảnh quả bóng lăn xuống giếng nghĩa là giai đoạn dậy thì, khi mà con người bắt đầu bị "cuốn vào" (ins Rollen) những biến cố dòng đời. Cái giếng sâu (Der tiefe Brunnen) là hình tượng song hành của tử cung và sự vô thức trong cơ thể thiếu nữ, và vì thế, con ếch (der Frosch) chính là dương vật. Tựu trung, truyện rõ ràng có liên đới xu hướng tình dục và cảm giác sợ hãi mông lung trong tâm lý người ở giai đoạn mới lớn.
Trong các thủ bản sơ khai, tác gia Wilhelm Grimm đề xuất nhân vật Heinrich Sắt là bào huynh khiếm diện của hoàng tử Ếch, khi hay tin chàng bị hóa thành động vật thì đau buồn tới mức lồng ngực hóa cái đai sắt khóa chặt tim. Hình tượng này là siêu bản ngã của nhân vật hoàng tử Ếch. Ngoài ra, nhân vật đức vua cũng là cái bản ngã của công chúa về mặt đạo đức.

## Chuyển thể
- 1954: Der Froschkönig, Spielfilm, Deutschland, Regie: Otto Meyer, Darsteller: Stanislav Ledinek, Olga Limburg, Dorothea Wieck.
- 1954: The Frog Prince, 10-minütiger Animationsfilm (Scherenschnittfilm), Regie: Lotte Reiniger.
- 1963: Der eiserne Heinrich, DEFA-Handpuppenfilm, DDR, Regie und Drehbuch: Carl Schröder.
- 1986: Der Froschkönig, Spielfilm, USA/Israel, Regie: Jackson Hunsicker, Darsteller: Helen Hunt.
- 1987: Gurimu Meisaku Gekijō, japanische Zeichentrickserie, Folge 3–4: Der Froschkönig.
- 1988: Froschkönig, DEFA-Märchenfilm, DDR, Regie: Walter Beck, Hauptrollen: Jana Mattukat, Jens-Uwe Bogadtke.
- 1991: Froschkönig (Zabí král), Spielfilm, ČSFR/Deutschland, Regie: Juraj Herz, Darsteller: Iris Berben, Michael Degen.
- 1999: SimsalaGrimm, deutsche Zeichentrickserie, Staffel 2, Folge 12: Der Froschkönig.
- 2000: Küss mich, Frosch, deutsche TV-Komödie mit Anja Knauer und Matthias Schweighöfer.
- 2006: Der Froschkönig – Im Brunnen hört dich niemand schreien, Filmkomödie aus Die Märchenstunde (Deutschland/Österreich).
- 2008: Der Froschkönig, Märchenfilm aus der 1. Staffel der ARD-Reihe Sechs auf einen Streich, Deutschland, Regie: Franziska Buch.
- 2009: Küss den Frosch, Animationsfilm, USA, Disney, Regie: Ron Clements und John Musker.

## Liên kết
1. ↑  Văn bản tác phẩm
2. ↑  Burghoff, Beatrix: „In den alten Zeiten, wo das Wünschen noch geholfen hat..." Die KHM 1 - 25. In: Rölleke, Heinz und Bluhm, Lothar (Hrsg.): «Redensarten des Volks, auf die ich immer horche». Das Sprichwort in den Kinder- und Hausmärchen der Brüder Grimm. Bern 1988. S. 27–28. (Verlag Peter Lang; Sprichwörterforschung Bd. 11, Herausgegeben von Wolfgang Mieder; ISBN 3-261-03819-5)
3. ↑  Röhrich, Lutz: Der Froschkönig. In: Solms, Wilhelm und Oberfeld, Charlotte (Hrsg.): Das selbstverständliche Wunder. Beiträge germanistischer Märchenforschung. Marburg 1986. S. 8. (Dr. Wolfram Hitzeroth Verlag; Marburger Studien zur Literatur, herausgegeben von Wilhelm Solms, Band 1; ISBN 3-925944-02-8)
4. ↑  Uther, Hans-Jörg: Handbuch zu den Kinder- und Hausmärchen der Brüder Grimm. Berlin 2008. S. 2–3. (de Gruyter; ISBN 978-3-11-019441-8)
5. ↑  Sagen.at: Wilhelm Buschs Die beiden Schwestern
6. ↑  Lyrikline.org

### Tư liệu
- Märchenlexikon.de zu Der Froschkönig AaTh 440
- Heinrich Tischner: Erläuterungen zu Der Froschkönig Lưu trữ ngày 4 tháng 12 năm 2008 tại Wayback Machine
- Goethe-Institut: Parodie Der Froschkönig von Katja Lange-Müller
- Interpretation von Daniela Tax zu Der Froschkönig
- Interpretation von Undine & Jens zu Der Froschkönig oder der eiserne Heinrich
- "Bản sao đã lưu trữ". Bản gốc lưu trữ ngày 24 tháng 6 năm 2008. Truy cập ngày 25 tháng 5 năm 2021. {{Chú thích web}}: Đã bỏ qua tham số không rõ |text= (trợ giúp); Đã bỏ qua tham số không rõ |wayback= (trợ giúp)
- http://www.wdr.de/tv/quarks/sendungsbeitraege/2003/1007/003_froesche.jsp. {{Chú thích web}}: |title= trống hay bị thiếu (trợ giúp); Đã bỏ qua tham số không rõ |text= (trợ giúp); Đã bỏ qua tham số không rõ |wayback= (trợ giúp)
- http://www.xn--mrchenkristall-5hb.de/Interpretationen/froschkoenig.htm. {{Chú thích web}}: |title= trống hay bị thiếu (trợ giúp); Đã bỏ qua tham số không rõ |text= (trợ giúp); Đã bỏ qua tham số không rõ |wayback= (trợ giúp)
- kommentiertes Märchen auf SurLaLuneFairytales.com (englisch)
- Illustrationen
- Der Froschkönig oder der eiserne Heinrich, gelesen von Hans Hafen (MP3; 10:38) (LibriVox)